# Henri-Raphaël Moncassin
Henri-Raphaël Moncassin, nacido el 3 de abril de 1883 en Toulouse y fallecido el 3 de septiembre de 1958 en París, fue un escultor francés, laureado con un segundo primer Premio de Roma en escultura en 1904.

## Biografía
Henri-Raphaël Moncassin era el hijo de François Moncassin, escultor estatuario. Fue en el entorno familiar y en el taller de su padre donde recibió su formación artística inicial, antes de ingresar en la escuela de Bellas Artes de Toulouse.
En 1904, se trasladó a París y fue admitido en la escuela de Bellas Artes dentro del taller de Antonin Mercié.
Al año siguiente, obtuvo el segundo primer premio de Roma en escultura con la obra titulada Cerès enseignant l'Agriculture à Triptolème. Candidato al primer premio durante seis años consecutivos, es reiteradamente relegado por las intrigas de taller que retrataron las crónicas de la época.
Desde 1905, expuso regularmente en los Salones de la Sociedad de artistas franceses (fr:) en París donde sus envíos fueron distinguidos en muchas ocasiones. En 1908, gracias a una bolsa de viajes, efectuó un largo viaje a Italia donde completó su formación con la visita a los museos italianos más importantes.
Tras la Primera Guerra Mundial, realizó monumentos conmemorativos a las víctimas de aquel conflicto.
Produjo igualmente bustos de niños y estatuas religiosas. Fue el autor de los bustos del dramaturgo Paul Fort y del presidente del Senado francés Jules Jeanneney.
Fue nombrado oficial de la academia en febrero de 1914.
Participó en la Exposición Colonial de París de 1931, donde presentó dos estatuas alegóricas: « Génie de la navigation ou Enfant au navire » y « La récolte merveilleuse ou Départ aux colonies » y por las que recibió el premio de las artes decorativas del Ministerio francés de las Colonias.
Falleció en París el 3 de septiembre de 1958.

## Obras
Memoriales de la Primera Guerra Mundial
- Memorial de Fontenay-aux-Roses: entre 1921 y 1923 realizado con piedra de Euville según el proyecto del arquitecto Gabriel Reige de Sceaux . Moncassin diseñó la estatua del llanto.[4]·[5]
- Memorial de Haute-Garonne, en Toulouse : junto a Francois Verdier. El monumento fue concebido como un "homenaje a los muertos", y especialmente "a la gloria de todos los combatientes muertos o vivos." La glorificación del patriotismo contenida en este monumento es una exaltación de la victoria en lugar de una conmemoración de los muertos. La construcción se decidió por el Consejo General en agosto de 1919 y la adjudicación se hizo por un concurso "abierto a todos los arquitectos y escultores franceses conectados por su educación con la región de Toulouse." Si bien el diseño se adjudicó al arquitecto Leon Jaussely, también participaron los escultores Camille Raynaud, André Abbal y Moncassin; este último es el responsable de la realización del friso de la cubierta posterior y de la izquierda incluyendo La civière, Arras, Le tank y Verdun.[6]·.[7]
- Memorial de Vaux-le-Moncelot (1924).[8]
- Monumento a los Caídos de Aurillac : situado frente a la corte de justicia. Estela de piedra blanca de Vilhonneur, diseñado por el arquitecto Charles Morice y esculpido por Moncassin. Fue inaugurado el 3 de julio de 1927.[9]

Estatuas
- San José y Sagrado Corazón: dos estatuas de yeso policromado de San José con el Niño y Sagrado Corazón en la iglesia parroquial de Nuestra Señora del Monte Carmelo en Le Sen en las Landas.[10]
- San José y el Niño Jesús : la estatua es parte de un grupo escultórico formado por San José y el Niño Jesús y una estatua policromada de San Vicente Diácono; yeso pintado la iglesia parroquial de San Vicente en Lie-et-Mixe en las Landas.
- Ceres enseñó la agricultura a Triptólemo hijo de Celée , rey de Eleusis (1905): bajorrelieve de yeso con el que el artista ganó el segundo premio de Roma en escultura. Este trabajo se conserva en la Escuela de Bellas Artes de Toulouse.[11]
- Le Génie de la navigation (Genio de la navegación) o Enfant au navire (Infante en el navío), y La Récolte merveilleuse (la cosecha maravillosa) o Le Départ aux colonies (salida a las colonias): conservadas en las colecciones del Museo del muelle Branly. Estas estatuas recibieron en 1931 el premio de artes decorativas del Ministerio Colonial francés.

Bustos
- Busto de Paul Fort , yeso
- Busto de señora Moncassin, mármol

Obras varias
- Ecce homo: placa rectangular vertical, medallón ovalado, pintada yeso policromado que representa el sufrimiento de Cristo, busto de tres cuartas partes. Iglesia parroquial de San Bartolomé en Bédeille.[12]
- Niño con una goleta: bronce, hierro fundido por Susse.[13]